# دريا
دريا، هي قرية لبنانية من قرى قضاء البترون في محافظة الشمال. تبعد هن بيروت مسافة 55 كلم، وتبعد عن مركز القضاء البترون مسافة 11 كلم، وترتفع عن سطح البحر 450 م.